# 森山欽司
森山 欽司（もりやま きんじ、1917年1月10日 - 1987年5月2日）は、日本の政治家、外務官僚。科学技術庁長官・運輸大臣を務めた。妻は森山眞弓。没後に正三位を追賜。愛称はモリキン。保守合同で自由民主党が誕生してからは三木派に所属し、後身の河本派では代表世話人を務める。2度の衆議院社会労働委員長、同建設委員長、第2次池田内閣で郵政政務次官等を経て、1973年第2次田中角榮内閣第1次改造内閣で科学技術庁長官、1978年第1次大平内閣で運輸大臣として入閣した。長年、自民党の労働問題調査会の事務局長、会長を務め、政府、三公社五現業、公社公団、特殊法人の労働問題にかかわった。1987年4月29日勲一等旭日大綬章受章。

## 来歴

### 政界入りまで
1917年（大正6年）1月10日東京都千代田区麹町に生まれる。父親の邦雄は、鳩山一郎法律事務所に所属する弁護士で、1928年の第1回普通選挙で立憲政友会から栃木県選挙区から立候補したが、落選している。母親の初恵は、和洋裁縫女学校（現在の和洋女子大学）卒業後、裁縫の教師をしていた。
1923年（大正12年）麹町小学校に入学、当初は目立った成績ではなかったが、徐々に成績をあげて、難関の東京府立第一中学校に合格した。中学では柔道部に所属した。旧制静岡高等学校文科乙類では山岳部に所属し、3年間、寮生活を続けた。後に東京帝国大学に転学で入り、1941年10月に高等文官試験の外交と行政に合格し、同年12月、東京帝国大学法学部を繰上げ卒業と同時に外務省に入省した。ドイツ大使館任の辞令を受けたが、直後に歩兵第59連隊の二等兵として大日本帝国陸軍に入隊、経理部幹部候補生試験で第14師団中、一番の成績をとり、小平市にある陸軍経理学校へ入学した。経理学校を卒業後は、陸軍航空本部整備部に配属された。その後新たにできた軍需省航空兵器総局に見習い士官として行き、陸軍主計少尉として終戦を迎えた。1945年5月25日の東京大空襲では庁舎の防火活動に従事し、遠藤三郎中将より表彰状を受けた。
1945年9月1日、復員し、外務省に戻り、終戦連絡中央事務局に配属され、連絡官としてGHQ当局との折衝にあたり、その後物価調査会事務局長を経て、1946年3月、外務省を退官した。
1946年4月10日に行われた第22回衆議院議員総選挙に栃木県（定員10人）から立候補した。外務省・軍需省にいたときのコネを使って、調達したオートバイの陸王のサイドカーを借り受けて、選挙区巡りを行ったが、58人中18位で落選した。父親が門下生だった、鳩山一郎が公職追放されたため、日本自由党への入党をあきらめ、1947年4月、民主党へ入党した。4月25日に行われた第23回衆議院議員総選挙では、前回栃木県全県一区で行われた選挙区が1区と2区に分区され、1区から立候補したが7位で落選した。昭和電工事件で芦田均も逮捕される中、迎えた1949年1月23日の第24回衆議院議員総選挙では28,281票を獲得し、2位で初当選を果たした。

### 自由民主党結党まで
初当選後、民主自由党の吉田内閣への連立問題を巡り、連立派と分裂した野党派に属した。野党派は、その後、国民協同党、新政治協議会と合併し、1950年4月28日、国民民主党が結成、国民民主党はさらに、1952年2月8日、農民協同党、新政クラブと合併し、改進党を結成、さらに1954年1月24日、自由党新党準備会派、改進党、日本自由党が合併し、日本民主党が結成された。こうした中、民主党政調理事、国民民主党組織企画部長などを務め、たばこ問題、けい肺病問題などに取り組んだ。
初当選後は、葉たばこ収納代金の概算払い制度（前年の収納額の約20%を7月に支払う。）に関する法律の成立に尽力した。この制度はその後、米作にも導入された。初当選した1949年7月25日に、旧制静岡高校の恩師、桜井和市より東京大学に在学中だった眞弓と引き合わされ結婚した。
1952年10月1日の第25回衆議院議員総選挙では34,573票を獲得し第4位で当選したが、選挙違反容疑で警察の手入れを受けた。バカヤロー解散を受けて1953年4月19日に行われた第26回衆議院議員総選挙では31,208票で次々点の7位と落選した。
落選中は、けい肺法案の実現に奔走。鳩山ブームに乗った1955年2月の第27回衆議院議員総選挙では、52,528票でトップ当選した。同年7月に「けい肺及び外傷性せき髄障害に関する特別保護法」が成立した。

### 自由民主党時代
保守合同後の1957年7月には、自由民主党労働局長、党労働問題調査会事務局長に就任した。同年12月には社会労働委員長に選任された。
1958年に勤務評定闘争が行われた際、日教組からの脱退者による組合の育成、日教組幹部を労働貴族と主張して一般教師に喧伝するなど、日教組攻撃に奔走。1962年1月までに過半数の組合員脱退など、1963年までの5年間で栃木県内の日教組組織率低下させた。
1958年5月22日の第28回衆議院議員総選挙では国鉄の労働組合や日教組の反撃により、37,288票で7位と落選した。1960年11月20日の第29回衆議院議員総選挙では50,406票を獲得し第2位で当選、同年12月9日付けで第2次池田内閣の郵政政務次官に就任した。小金義照郵政大臣から全逓信労働組合との問題を任された。郵政省への初登庁のその日、玄関にある郵政省の銅板より大きい木製の全逓信労働組合本省本部の看板を直ちに外させた。また勤務時間中に一時間以上の職場大会参加者に対してのみ戒告処分が行われてきた慣習を改め、四十五分以上の職場大会参加者は、戒告処分とするように改め、在任7ヶ月の間に過去20年分にあたる組合員に対する処分を実施した。1961年の春闘では全逓に一切妥協せず勝利をあげた。
1960年の三井三池争議では、日本共産党系の自由法曹団や総評弁護団に対抗して、自らが育て上げた労政法曹団を派遣した。彼らは1961年春闘での全逓による奈良県・上市・下市局闘争にも派遣された。
1961年7月18日、内閣改造に伴い、郵政政務次官を退任、自民党全国組織委員会副委員長兼労働局長に就任、1962年10月、列国議会同盟へ派遣された。1963年の内閣改造の際には、自民党広報委員会副委員長、教育正常化委員会副委員長に就任した。同年11月21日の第30回衆議院議員総選挙では、60,748票で第4位で当選した。
1964年6月の国会では、ILOの87号条約（結社の自由及び団結権の保護に関する条約）の批准問題に関連して、大橋武夫労働大臣を立ち往生させたこともあった。同年7月に自民党政調・住宅対策特別委員会副委員長に就任、1965年1月25日には、衆議院建設委員会委員長に就任し、建設省の職員組合である全建労や住宅公団の労組問題や中小建設業問題に取り組んだ。全建労の加入者への働きかけを実施し、組合員を二万人から五千人まで減らした。1966年1月、自民党建設部会中小建設業振興対策小委員会委員長に就任し、建設事務次官通達「中小建設業に対する受注機会の確保について」をまとめた。
1967年1月29日の第31回衆議院議員総選挙では、64,955票を獲得し、4位で当選した。同年11月1日、衆議院法務委員会で、裁判所職員等で構成される全司法労働組合の関係者が「日本の裁判所が資本家、政府の手先となっている」という発言をしたり、組合員の職員が「リボン闘争」に参加して法廷内で政治運動を支援するリボンを着用したことを取り上げ、職員がそのような認識を持っているとすれば裁判の公平性の観点から問題であると主張した。1968年1月の佐世保エンタープライズ寄港阻止闘争の際には、河野洋平、佐藤文生、坂本三十次を伴い現地調査を行った。同年7月の第11回参議院議員通常選挙では、選対委員長を務めた。
1968年11月27日の自民党総裁選挙では、佐藤栄作の三選阻止のために立候補した三木武夫のために党内工作に動き、大方の予想に反して三木は前尾繁三郎を押えて2位となった。1969年12月27日の第32回衆議院議員総選挙では、68,527票を獲得し第2位で当選した。
1970年2月、自民党政調審議会・審議委員に就任した。1971年6月27日の第9回参議院議員通常選挙後の7月14日に召集された第66臨時国会で、14年ぶりに社会労働委員長に就任した。1969年の衆議院本会議で自民党が強行突破を計って大混乱し、石井光次郎、小平久雄の衆議院正副議長が辞任した健康保険法の改正を目指して、日本社会党とも協議を行い、社会労働委員会、衆議院本会議を通過させたが、参議院で社会党にストップされ、健康保険法改正案成立は、1973年までずれ込んだ。
1972年12月10日の第33回衆議院議員総選挙で8回目の当選を果たした後、1973年11月25日、第2次田中内閣で科学技術庁長官として初入閣を果たした。科学技術庁長官時代には、事務次官と原子力局長2人を更迭した。また、第1次オイルショックによる混乱からの脱却のため、代替エネルギーとなる原子力発電の推進に取り組み、安全研究予算を追加要求し、前年度の70億円から150億円へ倍増させた。また建設地地元住民への優遇策となる電源三法を1974年6月3日の通常国会最終日に成立させた。1974年1月29日、日本共産党の不破哲三書記局長が指摘した日本分析化学研究所の放射能測定結果ねつ造問題に善処を約束、当時の原子力局長、放射能課長を更迭、新たな検査組織の設立を目指した。その際、国が全額出資する場合、法律を作成する必要があるが、野党の賛成が得られないことから、日本原子力研究所や動力炉・核燃料開発事業団などが出資したかたちで、同年6月、財団法人日本分析センターを樹立した。1974年4月3日の衆議院科学技術特別委員会では社会党、公明党、共産党から那覇市ホワイトビーチで漁獲されたハリセンボンから60ピコキュリーの放射能が検出されたことについて、論争を繰り広げた。ラジオ・アイソトープ行政の刷新にも取り組み、行政管理庁が1974年1月28日に出した「放射線障害防止に関する行政監察結果に基づく勧告」に対して、労働省、文部省、厚生省の協力を取り付けた。
原子力船むつの問題にも取り組んだ。1974年8月26日、大湊港から「むつ」を出港させた。出港から7日目の9月1日、上甲板に設置された鋼製原子炉ハッチの側面にある測定器が、ガンマ線を感知し警報を発した。このとき検出された放射線量は最高でも毎時0.2ミリレントゲンで、連続500時間浴びても、胸部レントゲン写真1回分相当の極微量であったが、マスコミはこれをセンセーショナルに報道、野党各党から森山は激しく非難された。
田中金脈問題で田中内閣が退陣し、三木内閣が誕生すると、丹羽兵助、毛利松平とともに、党内基盤の弱い三木内閣を支えるために、他派や野党への工作に動き回り、おじぎ三人衆と呼ばれた。1975年秋、公労協がスト権ストを実施した際、自民党内にもスト権を付与するべきだという意見がある中、スト権付与に強く反対した。
1975年12月、自民党総務に就任した。1976年5月20日の朝日新聞では反主流派である三木おろしを行っている大平派幹部の福永健司と対談した。9月15日の党役員人事で、内田常雄幹事長の下で幹事長代理に就任、三木おろしに対する防戦に尽力した。自民党の選挙資金が少ない中、任期満了で迎えた12月5日の第34回衆議院議員総選挙では37億円ほどで選挙を実施した。
1977年2月1日、倉石忠雄に代わり、自民党・労働問題調査会長に就任、その後運輸大臣在任中を除き死去するまで十一期務めた。同じく1977年2月27日、船田中、小平久雄（1976年総選挙で落選）に次いで第三代の自民党・栃木県連会長に就任、1983年10月23日まで務めた。1980年の衆参ダブル選挙の際、妻の眞弓が参議院栃木県選挙区の候補者となり、二議席を独占したが、妻の立候補には積極的ではなかった。同年7月の第11回参議院議員通常選挙では、選対委員長を務めた。
1978年3月2日、永年在職議員表彰を保利茂衆議院議長から受け、慣例により自民党顧問に就任した。25年間在職した議員は彼で171人目であった。その年の自民党総裁選挙では、河本敏夫の選対事務局長を務めた。同年運輸大臣に就任、12月20日からの値上げが決定していた私鉄運賃の値上げを大臣就任直後に延期した。12月26日には高木文雄総裁ら国鉄役員のボーナス半額カットを指示した。1979年1月12日、それまで受験資格が男子に限定されていた航空管制官、気象観測官、海上保安官などの五職種を女子にも受験資格を与えるよう指示した。1月23日、六大都市のタクシー運賃値上げにストップをかけた。1月29日、鉄道労働組合の辻本滋敬組合長らと懇談し、国鉄再建への協力要請を行った。3月30日、尖閣諸島・魚釣島にヘリポート建設を指示した。3月26日、笹川良一日本船舶振興会長への勇退を勧告、全日空の若狭得治会長へ辞任要求を行った。6月には国会で、「国鉄の財政改善のため、非効率な夜行列車は廃止すべき」と表明し、議論を呼んだ。第1次大平内閣発足時に（運輸大臣は）「森山さん以外ならだれでもいい」と発言した住田正二運輸事務次官を1979年7月に辞任に追い込んだ。
日本の領土や領海の確保について積極的に取り組み、水路測量原標の埋め込み実施を督励した。1979年7月5日には下地島空港の開港式に臨席し、グラマン ガルフストリーム IIに試乗した。その後、同空港よりYS-11に乗り、西銘順治沖縄県知事とともに、尖閣諸島周域の視察を行った。
三木派が河本派となってからは、代表世話人を亡くなるまで務めた。
1979年4月25日、国労、動労によるストライキが行われたが、6月1日に行われた閣議で、当局側が予定しているスト参加者への処分の凍結をするべきと表明した。同年7月2日には、自ら作成した「国鉄再建の基本構想案」を国鉄総裁の顔を立てるために、国鉄に発表させた。同年11月9日の第2次大平内閣発足とともに運輸大臣の座を去った。
1982年、政府が財政再建、行政改革推進の見地から人事院勧告を凍結した際、労働三権が制約されることとの均衡から勧告実施を強く主張した。
1985年10月、自らの呼びかけで自民党内に教科書問題を考える議員連盟が結成された。晩年には、教育基本法やそれに基づく教育体制、教育内容、教科書の是正など、戦後教育の総決算に強い意欲を示した。
1986年10月19日、野岩鉄道会津鬼怒川線の開通式では、野岩線完成促進議員連盟会長としてテープカットを行った。
1987年5月2日、静養先であった山梨県河口湖町で急性心不全のため、死去した。70歳没。死没日付をもって正三位に叙された。自民党葬がおこなわれ、旧制静岡高校の一期後輩だった中曽根康弘首相が弔辞を読んだ。追悼演説は同年5月26日の衆議院本会議で、広瀬秀吉により行われた。
地盤は簗瀬進が継承した。

## 人物
眞弓との間に一男二女を設けた。長男は、桐蔭学園高等学校1年に在学中の1973年1月28日、柔道の公式試合中に大外刈をかけた際の返し技で畳に落ち、首の骨を折り死亡した。
毎日新聞記者を務めた内藤国夫は、著書『郵政マル生の内幕・ハガキ無宿』で「森山はマル生運動の元凶で、組合を弾圧した大悪人」としつつも、「その是非はともかく、驚異的な政治力･･･」と評した。自民党左派の三木派に属したが、党内では文教族として知られ、教育・労働・領土領海問題などに保守的な立場から取り組んだ。
カメラ業界との関わりが深く、日本写真機光学機検査協会（現在の日本カメラ財団)を自ら創立、亡くなるまで理事長を務め、海外では「ミスター・ジャパニーズカメラ」の異名で知られていた。また切手収集にも興じており、日本郵趣協会主催の全国切手展で審査員を務めたこともある。1984年には選挙用葉書コレクションを全国切手展に出品し、郵政大臣賞を受賞している。
従姉妹の孫に相馬崇人。